# 幼い羊飼い
『幼い羊飼い』（おさないひつじかい、英:The Little Shepherdess）は、1892年にカナダ画家ポール・ピールが制作した油彩画。
現在はトロントのアートギャラリー・オブ・オンタリオに所蔵されている。